# Centrale idroelettrica di Telessio
La centrale idroelettrica di Telessio è situata nel comune di Locana, in provincia di Torino, e sfrutta le acque sollevate dal serbatoio di Pian Telessio (lago di Teleccio) ed immagazzinate nel serbatoio di Valsoera. Fa parte del sistema di utilizzazione della Valle Orco che comprende 5 centrali, per una potenza installata complessiva di 268 MW ed una producibilità annua complessiva di 700 GWh.

## Caratteristiche

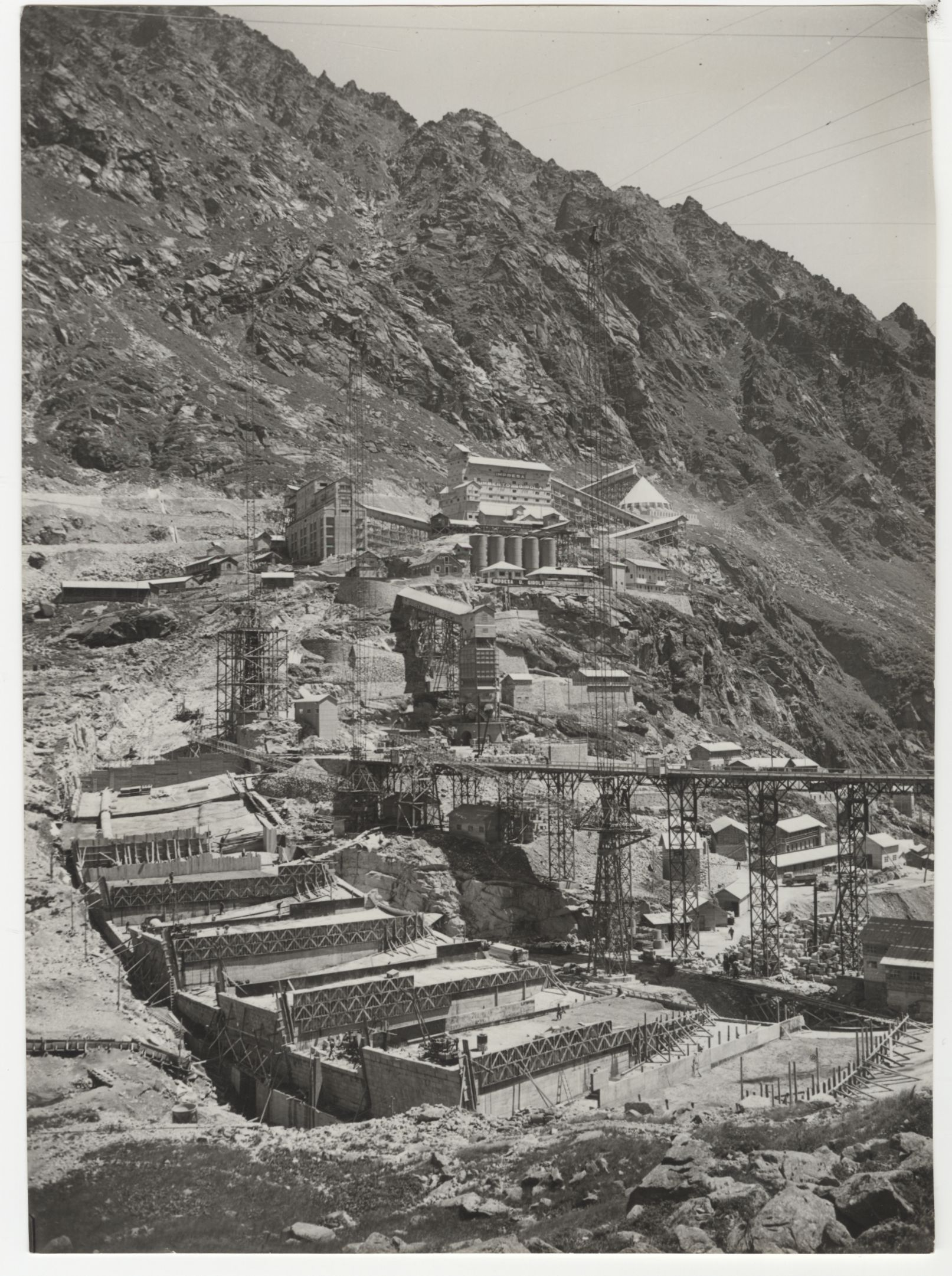
La costruzione della diga nel 1954 (Archivio storico del Touring Club Italiano

Il sistema Valsoera-Telessio consiste in un impianto in pressione che sfrutta le acque accumulate per pompaggio nel serbatoio di Valsoera, oltre alle acque dei torrenti Piantonetto, Valsoera e Balma.
I macchinari consistono in un gruppo ternario turbina/alternatore/pompa, per una producibilità annua di 80.000 MWh dei quali 13.000 MWh dovuti ai deflussi naturali dei torrenti.
Il gruppo comprende una turbina Francis da 34 MW, un motore-alternatore da 36 MVA e una pompa centrifuga a due stadi da 33 MW.
La turbina è ad asse orizzontale, con girante a sbalzo in acciaio inox del diametro di 1-330 m.
La pompa è ad asse orizzontale, a due stadi e a doppia aspirazione, con prevalenza di 370 m, prodotta dalla Riva Calzoni. Le giranti sono in acciaio al cromo-nichel.